# Héctor Mario Pérez Villarreal
Héctor Mario Pérez Villarreal (ur. 20 lutego 1970 w Monterrey) – meksykański duchowny katolicki, biskup pomocniczy Miasta Meksyk od 2020.

## Życiorys

### Prezbiterat
Święcenia kapłańskie otrzymał 9 stycznia 1999 i został inkardynowany do archidiecezji Monterrey. Był m.in. archidiecezjalnym duszpasterzem młodzieży, prefektem studiów i koordynatorem studiów w seminarium duchownym, a także szefem kurialnego departamentu ds. majątkowych.

### Episkopat
25 stycznia 2020 papież Franciszek mianował go biskupem pomocniczym archidiecezji meksykańskiej, ze stolicą tytularną Bennefa. Sakry udzielił mu 19 marca 2020 kardynał Carlos Aguiar Retes.